# Armand Jacques Leroy de Saint-Arnaud
Armand Jacques Achille Leroy de Saint-Arnaud (Parigi, 20 agosto 1798 – Mar Nero, 29 settembre 1854) è stato un generale francese, Maresciallo di Francia dal 1852.
Fu ministro della guerra sino alla guerra di Crimea, quando fu nominato comandante in capo dell'esercito d'Oriente.

## Biografia
Nel 1814, collegiale del lycée Napoléon, lavorò alle fortificazioni di Parigi e dopo la caduta di Napoleone si arruolò nella guardia nazionale a cavallo di Parigi. Si guadagnò allora il soprannome di Achille e adottò il patronimico de Saint-Arnaud. Tentò di entrare nelle guardie del corpo del re, compagnia Gramont, ma fu respinto. Entrò dunque in un reggimento di fanteria, ma dovette dare le dimissioni dopo aver sfidato a duello il proprio comandante.
Si arruolò quindi nel 1821 in un reggimento di volontari in partenza per la Grecia per combattere contro i turchi. Ritornato in Francia condusse un'esistenza irregolare prima di essere reintegrato nell'esercito nel 1827 col grado di sottotenente. Fu allora assegnato al 49º Reggimento di fanteria di stanza a Vannes. Destinato partire per la Martinica, diede nuovamente le dimissioni e ricominciò la propria vita avventurosa. Si guadagnò da vivere come insegnante di lingue, di musica e di scherma, e recitò col nome d'arte di Florival.
Dovette attendere il 1831 per lanciare definitivamente la propria carriera, quando incontrò il generale Bugeaud. Nominato tenente il 9 dicembre 1831, divenne ufficiale d'ordinanza di Bugeaud e prese parte alla repressione della rivolta vandeana del 1832 ; fu in seguito incaricato di scortare la duchessa di Berry da Blaye a Palermo.
La sua carriera militare cominciò realmente quando, per via di debiti e scandali privati dovette riparare in Algeria come capitano della legione straniera; ebbe modo di distinguersi all'assedio di Costantina e ricevette la croce della Legion d'onore. Nel 1840, quando fu autorizzato da un'ordinanza reale ad assumere il nome di Leroy de Saint-Arnaud, il generale Schramm lo definì «ufficiale ardito e militare valoroso; si distinse più volte, degno di avanzamento».
Nel 1841, nominato chef de bataillon, ebbe il comando del 1º Reggimento Zuavi, e nel 1842 divenne tenente colonnello del 53º Reggimento di fanteria leggera.
Nel 1848 Saint Arnaud, maggior generale, ebbe il comando di una brigata durante i moti rivoluzionari, a Parigi. Al ritorno in Africa, dovuto forse al fatto che Luigi Napoleone lo considerava potenzialmente un capo militare al servizio di un eventuale colpo di Stato, nel corso di una spedizione in Cabilia Saint Arnaud diede prova di sé come comandante in capo e in forza di ciò fu richiamato in patria come generale di divisione (luglio 1851).
Succedette al maresciallo Magnan come ministro della guerra e sovrintese alle operazioni militari del colpo di Stato del 2 dicembre 1851 che portò allo scioglimento dell'Assemblea Nazionale e alla salita al trono di Luigi Napoleone come Napoleone III. «Quel generale aveva lo stato di servizio di uno sciacallo», ebbe a dire Victor Hugo.
Un anno dopo divenne maresciallo di Francia e senatore, restando a capo del ministero della guerra fino al 1854, quando fu posto al comando, nonostante la salute malferma, delle forze francesi impegnate nella guerra di Crimea al fianco del collega britannico Lord Raglan. Condusse brillantemente la battaglia dell'Alma (20 settembre 1854), ma minato da lungo tempo da una pericardite, contrasse il colera, e il 26 settembre mise il comando nelle mani di Canrobert; morì a bordo della nave Berthollet diretta a Costantinopoli. Il suo corpo, riportato in Francia, fu tumulato all'Hôtel des Invalides.

## Opere
- Lettres du Maréchal de Saint Arnaud (Parigi, 1855; seconda edizione con una memoria di Sainte-Beuve, 1858).